# Ludwig Jaud
Ludwig Jaud (* 21. Oktober 1919 in München; † 2. April 1998 in Kempten (Allgäu)) war ein deutscher Politiker (SPD).
Nachdem er die Volksschule besuchte, begann Jaud die Lehre zum Maschinenbauer mit Besuch der Berufsschule, die er mit der Gesellenprüfung beendete. 1939 wurde er in den Arbeitsdienst eingezogen, danach war er im Kriegsdienst tätig. Nach Ende des Zweiten Weltkriegs legte er mehrere Verwaltungsprüfungen ab, daraufhin arbeitete er als leitender Angestellter im Landratsamt des Landkreises Kempten. 1956 wurde er zum zweiten, 1960 zum ersten Bürgermeister der Gemeinde Sankt Mang gewählt, dieses Amt trug er bis zur Eingemeindung in die kreisfreie Stadt Kempten 1972. Von 1966 bis 1970 und noch einmal von Ende 1971, als Nachrücker von Rudolf Wolfer, bis 1974 gehörte er dem Bayerischen Landtag an.